# Zastupitelstvo města Mostu
Zastupitelstvo města Mostu je vrcholným orgánem obce, který má na starosti správu města. Především odpovídá za dodržování plánu rozvoje obce a za hospodaření s obecním majetkem. Zastupitelstvo tvoří celkem 45 členů. Statutární město Most není územně členěno na městské části nebo obvody.
Zpravidla každý měsíc se koná veřejné zasedání zastupitelstva, a to ve 4. patře ve velké zasedací místnosti budovy Magistrátu města Mostu v ul. Radniční 1/2. 

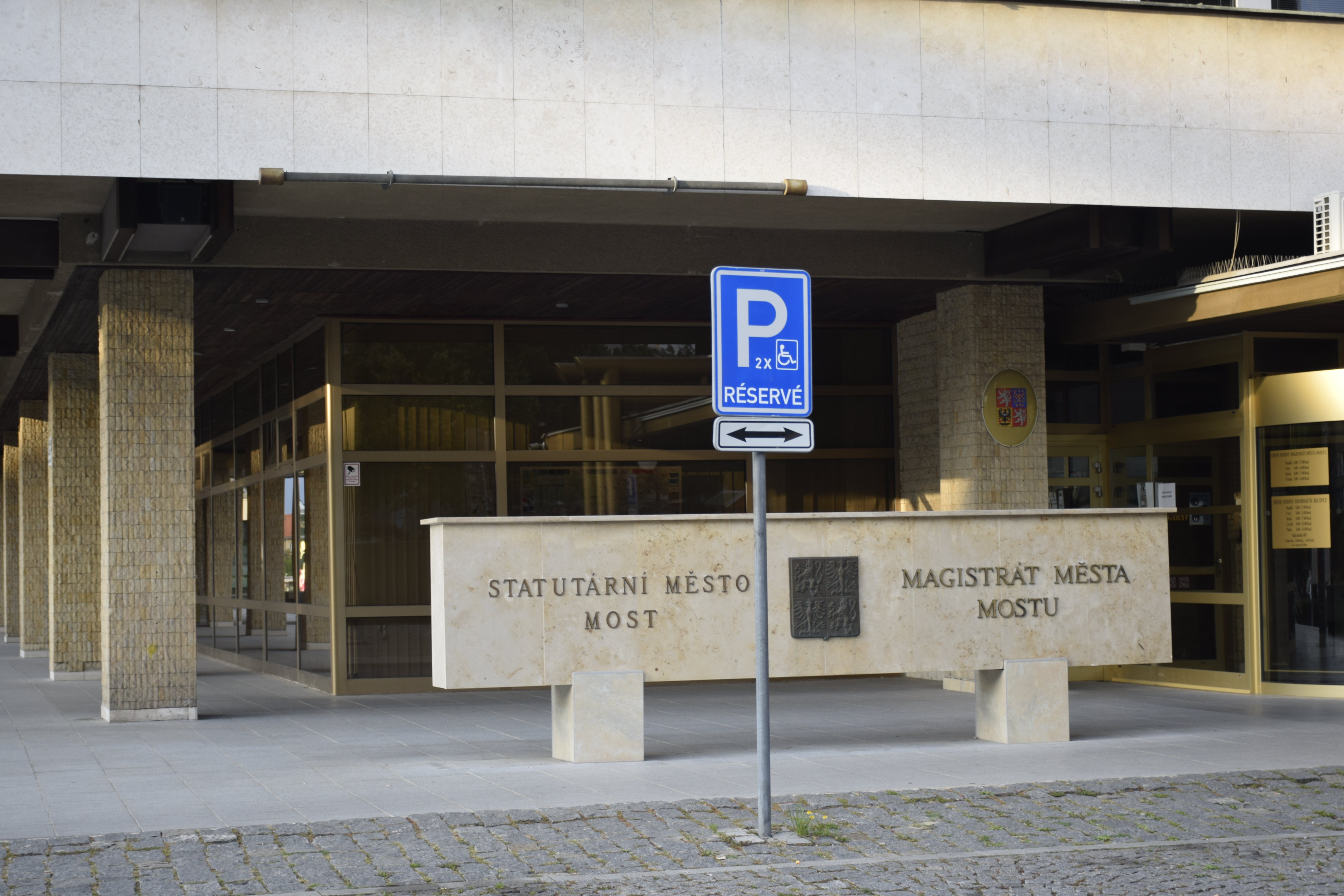
Magistrát města Mostu – místo konání veřejných zasedání zastupitelstva.

## Volební období

### 2022–2026
V komunálních volbách 2022 zvítězilo hnutí ProMOST a utvořilo koalici s druhým hnutím ANO. Primátorem zůstal Jan Paparega. Ten však byl o týden později zvolen novým senátorem za obvod č. 4 – Most a o pár měsíců později se rozhodl rezignovat. Novým primátorem Mostu a nejmladším primátorem v Česku se 1. ledna 2023 stal dosavadní 1. náměstek primátora Marek Hrvol.
| Strana                                                | %     | Hlasů   | Zastupitelů |
| ----------------------------------------------------- | ----- | ------- | ----------- |
| ProMOST                                               | 41,13 | 270 604 | 21          |
| ANO 2011                                              | 20,39 | 134 149 | 10          |
| Svoboda a přímá demokracie (SPD) s podporou Trikolory | 12,11 | 79 652  | 6           |
| Sdružení Mostečané Mostu                              | 9,56  | 62 904  | 5           |
| ODS a NEZÁVISLÍ                                       | 6,89  | 45 316  | 3           |
| Piráti a Zelení pro Most                              | 4,57  | 30 063  | 0           |
| Komunistická strana Čech a Moravy                     | 4,03  | 26 492  | 0           |
| Česká strana sociálně demokratická                    | 1,07  | 7 011   | 0           |
| Občané městu, město občanům                           | 0,16  | 1 085   | 0           |
| Demokratická strana zelených - ZA PRÁVA ZVÍŘAT        | 0,11  | 725     | 0           |

#### Seznam zastupitelů povolbách
Nereflektuje změny v průběhu volebního období.
| Kandidátní listina       | Kandidát                                 | Kandidát | Navrhující strana | Politická příslušnost | Hlasy |
| ------------------------ | ---------------------------------------- | -------- | ----------------- | --------------------- | ----- |
| SPD s podporou Trikolory | Fuchsová Jarmila Ing.                    | 43       | SPD               | SPD                   | 2 009 |
| SPD s podporou Trikolory | Strakoš Martin Ing. Bc.                  | 53       | SPD               | BEZPP                 | 1 991 |
| SPD s podporou Trikolory | Gál Pavel                                | 43       | Trikolora         | Trikolora             | 1 889 |
| SPD s podporou Trikolory | Císařová Renáta Ing. MBA                 | 53       | SPD               | SPD                   | 1 899 |
| SPD s podporou Trikolory | Fiala Josef                              | 52       | SPD               | SPD                   | 1 839 |
| SPD s podporou Trikolory | Lenský Roman Ing.                        | 61       | Trikolora         | Trikolora             | 1 820 |
| ProMOST                  | Paparega Jan Mgr.                        | 41       | ProMOST           | ProMOST               | 6 868 |
| ProMOST                  | Stará Markéta Ing.                       | 44       | ProMOST           | ProMOST               | 6 453 |
| ProMOST                  | Hrvol Marek Ing.                         | 34       | ProMOST           | ProMOST               | 6 377 |
| ProMOST                  | Vozka Vlastimil Ing.                     | 68       | ProMOST           | ProMOST               | 6 265 |
| ProMOST                  | Štembera Sáša MUDr.                      | 72       | ProMOST           | ProMOST               | 6 202 |
| ProMOST                  | Formánek Petr                            | 42       | ProMOST           | ProMOST               | 6 166 |
| ProMOST                  | Dunovský Daniel Bc.                      | 48       | ProMOST           | ProMOST               | 6 149 |
| ProMOST                  | Zahradníček Václav Ing.                  | 55       | ProMOST           | ProMOST               | 6 148 |
| ProMOST                  | Šrůtová Olga Ing.                        | 44       | ProMOST           | ProMOST               | 6 069 |
| ProMOST                  | Málek Ondřej Ing.                        | 36       | ProMOST           | ProMOST               | 6 074 |
| ProMOST                  | Malý Alois                               | 77       | ProMOST           | ProMOST               | 6 016 |
| ProMOST                  | Turis Jiří Ing.                          | 60       | ProMOST           | ProMOST               | 6 018 |
| ProMOST                  | Kubík Vladimír                           | 69       | ProMOST           | ProMOST               | 6 046 |
| ProMOST                  | Hrvol Jaroslav Ing.                      | 37       | ProMOST           | ProMOST               | 6 151 |
| ProMOST                  | Bednařík Lukáš Ing.                      | 43       | ProMOST           | ProMOST               | 6 083 |
| ProMOST                  | Korba Jan Ing. MBA                       | 49       | ProMOST           | BEZPP                 | 6 134 |
| ProMOST                  | Štempáková Barbora Mgr.                  | 44       | ProMOST           | BEZPP                 | 6 087 |
| ProMOST                  | Jakš Zbyněk                              | 53       | ProMOST           | BEZPP                 | 6 106 |
| ProMOST                  | Chotěborská Pavla                        | 45       | ProMOST           | BEZPP                 | 6 085 |
| ProMOST                  | Luu Danh Tiep Mgr.                       | 25       | ProMOST           | BEZPP                 | 6 069 |
| ProMOST                  | Woznica Stanislav Ing.                   | 53       | ProMOST           | BEZPP                 | 6 057 |
| ANO 2011                 | Hvězdová Ivana Mgr.                      | 59       | ANO               | ANO                   | 3 264 |
| ANO 2011                 | Falterová Zudová Jana Ing.               | 39       | ANO               | ANO                   | 3 194 |
| ANO 2011                 | Prokešová Patricie Mgr. Bc. DiS.         | 29       | ANO               | ANO                   | 3 140 |
| ANO 2011                 | Schiller Jan Ing.                        | 50       | ANO               | ANO                   | 3 242 |
| ANO 2011                 | Agh Alexandr                             | 60       | ANO               | ANO                   | 3 153 |
| ANO 2011                 | Mejstříková Lubomíra Ing. CSc., MBA      | 65       | ANO               | ANO                   | 3 120 |
| ANO 2011                 | Peštová Berenika Ing. Ph.D.              | 51       | ANO               | ANO                   | 3 208 |
| ANO 2011                 | Škudrnová Jana                           | 46       | ANO               | ANO                   | 3 045 |
| ANO 2011                 | Urbánková Mikulová Jitka Bc.             | 44       | ANO               | ANO                   | 3 055 |
| ANO 2011                 | Bombera Piskačová Lenka Ing. Bc. Bc. BBA | 46       | ANO               | BEZPP                 | 3 059 |
| ODS a NEZÁVISLÍ          | Dernerová Alena MUDr.                    | 64       | NK                | BEZPP                 | 1 525 |
| ODS a NEZÁVISLÍ          | Houska Roman MUDr.                       | 49       | ODS               | ODS                   | 1 366 |
| ODS a NEZÁVISLÍ          | Drtík Daniel MUDr.                       | 51       | ODS               | ODS                   | 1 350 |
| Sdružení Mostečané Mostu | Nedvěd Jiří Ing.                         | 37       | NK                | BEZPP                 | 1 828 |
| Sdružení Mostečané Mostu | Aulická Jírovcová Hana Ing.              | 41       | NK                | BEZPP                 | 1 807 |
| Sdružení Mostečané Mostu | Rybák Milan Ing.                         | 67       | NK                | BEZPP                 | 1 647 |
| Sdružení Mostečané Mostu | Domín Martin Ing.                        | 27       | NS                | BEZPP                 | 1 562 |
| Sdružení Mostečané Mostu | Lisický Pavel MUDr.                      | 47       | NK                | BEZPP                 | 1 538 |

### 2018–2022
Ve volbách 2018 zvítězilo hnutí ProMOST navazující na uskupení Severočeši Most a primátorem Mostu zůstal Jan Paparega. O nové menšinové koalici vítězný ProMOST zprvu jednal s uskupením Piráti a Zelení pro Most, nakonec ale utvořil radu složenou pouze ze zástupců hnutí ProMOST, pro kterou hlasovali také zastupitelé ODS a KSČM.
| Strana                                           | %     | ∑       | Zastupitelů |
| ------------------------------------------------ | ----- | ------- | ----------- |
| ProMOST                                          | 29,10 | 198 970 | 16          |
| ANO 2011                                         | 16,31 | 111 512 | 9           |
| Sdružení Mostečané Mostu                         | 16,20 | 110 798 | 8           |
| Piráti a Zelení pro Most                         | 8,88  | 60 698  | 4           |
| Občanská demokratická strana                     | 8,52  | 58 284  | 4           |
| Komunistická strana Čech a Moravy                | 8,02  | 54 833  | 4           |
| Svoboda a přímá demokracie - Tomio Okamura (SPD) | 4,57  | 31 227  | 0           |
| Česká strana sociálně demokratická               | 3,29  | 22 531  | 0           |
| Otevřená radnice Most                            | 2,50  | 17 071  | 0           |
| Starostové a nezávislí s podporou Toryů          | 1,47  | 10 025  | 0           |
| Hnutí za zrovnoprávnění maminek                  | 0,69  | 4 724   | 0           |
| Občané městu, město občanům                      | 0,46  | 3 154   | 0           |

### 2014–2018
Ve volbách 2014 zvítězilo uskupení Severočeši Most, které do voleb vedl dosavadní primátor Vlastimil Vozka, jeho bývalé Sdružení Mostečané Mostu skončilo na 2. místě. Primátorem Mostu se však stal bývalý člen TOP 09 Jan Paparega, který za uskupení Severočeši Most kandidoval z 2. místa jako nominant strany bílinské strany B10.cz. Do 29. září 2015 tvořilo koalici s ANO 2011 a KSČM. Od 30. září 2015 koalici tvořili Severočeši Most s KSČM, ČSSD a ODS. Členkou rady města zůstala jako nezávislá Vendulka Balášová, která byla ve volbách 2014 na 1. místě kandidátky hnutí ANO.
| Strana                                                                | %     | ∑       | Zastupitelé |
| --------------------------------------------------------------------- | ----- | ------- | ----------- |
| Severočeši Most                                                       | 32,70 | 228 600 | 18          |
| Sdružení Mostečané Mostu                                              | 18,77 | 131 243 | 10          |
| ANO 2011                                                              | 11,69 | 81 719  | 6           |
| Komunistická strana Čech a Moravy                                     | 10,60 | 74 140  | 5           |
| Česká strana sociálně demokratická                                    | 7,06  | 49 347  | 3           |
| Občanská demokratická strana                                          | 5,42  | 37 919  | 3           |
| Zelení a nezávislí za Most                                            | 3,90  | 27 237  | 0           |
| Otevřená radnice s podporou Iniciativy za MHD zdarma                  | 2,80  | 19 570  | 0           |
| Koalice TOP 09 a KDU-ČSL                                              | 2,51  | 17 568  | 0           |
| Dělnická strana sociální spravedlnosti - volím budoucnost našich dětí | 1,96  | 13 688  | 0           |
| Toryové                                                               | 1,39  | 9 728   | 0           |
| "OMMO - hlas pro občana"                                              | 1,12  | 7 818   | 0           |
| Demokratická strana zelených a nezávislí kandidáti.                   | 0,07  | 461     | 0           |
| Mostečané Mostu                                                       | 0,02  | 139     | 0           |

### 2010–2014
Post primátora Mostu obhájil Vlastimil Vozka ze Sdružení Mostečané Mostu, které v zastupitelstvu získalo většinu. Do rady města Mostu SMM přizvalo ČSSD a ODS. Do zastupitelstva byl za TOP 09 zvolen Jan Paparega, pozdější primátor Mostu.
| Strana                                 | %     | ∑       | Zastupitelé |
| -------------------------------------- | ----- | ------- | ----------- |
| Sdružení Mostečané Mostu               | 50,71 | 422 891 | 26          |
| Česká strana sociálně demokratická     | 12,71 | 106 016 | 6           |
| Občanská demokratická strana           | 11,62 | 96 905  | 6           |
| Komunistická strana Čech a Moravy      | 9,87  | 82 268  | 5           |
| TOP 09                                 | 4,98  | 41 521  | 2           |
| Věci veřejné(VV)                       | 3,40  | 28 344  | 0           |
| OK - Občanský Kontext                  | 2,41  | 20 095  | 0           |
| Dělnická strana sociální spravedlnosti | 2,27  | 18 923  | 0           |
| "Občané městu, město občanům"          | 2,03  | 16 954  | 0           |

### 2006–2010
Po volbách se stal novým primátorem Mostu Vlastimil Vozka (Sdružení Mostečané Mostu), který utvořil koalici s KSČM. Členkou rady byla jako řadová náměstkyně primátora také Hana Jeníčková, která byla do zastupitelstva zvolena za ODS.
| Strana                                                                                           | %     | ∑       | Zastupitelé |
| ------------------------------------------------------------------------------------------------ | ----- | ------- | ----------- |
| Sdružení Mostečané Mostu, sdružení Strany pro otevřenou společnost (SOS) a nezávislých kandidátů | 33,36 | 272 009 | 18          |
| Občanská demokratická strana                                                                     | 19,92 | 162 370 | 11          |
| Komunistická strana Čech a Moravy                                                                | 15,85 | 129 250 | 8           |
| Česká strana sociálně demokratická                                                               | 11,78 | 96 077  | 6           |
| SNK Evropští demokraté                                                                           | 5,17  | 42 133  | 2           |
| Strana zelených                                                                                  | 4,91  | 39 997  | 0           |
| VOLBA PRO MOST                                                                                   | 4,28  | 34 909  | 0           |
| sdružení pro sport a zdraví                                                                      | 3,92  | 31 939  | 0           |
| NEZÁVISLÍ DEMOKRATÉ (předseda V.Železný)                                                         | 0,70  | 5 732   | 0           |
| České hnutí za národní jednotu                                                                   | 0,09  | 742     | 0           |
| Národní strana                                                                                   | 0,01  | 120     | 0           |

### 2002–2006
Volby do Zastupitelstva města Mostu v roce 2002 byly prvními, na které se vztahoval nový volební zákon. S tím došlo k zavedení uzavírací klauzule ve výši 5 % a ke změně volební formule z metody Sainte-Laguë na upravenou D'Hondtovu metodu. Primátorem Mostu zůstal Vladimír Bártl (ODS), který utvořil koalici s ČSSD, SNK a Nezávislým sdružením sportovců města Mostu.
| Strana                                                                                         | %     | ∑       | Zastupitelé |
| ---------------------------------------------------------------------------------------------- | ----- | ------- | ----------- |
| Komunistická strana Čech a Moravy                                                              | 28,04 | 166 217 | 14          |
| Občanská demokratická strana                                                                   | 23,79 | 141 026 | 11          |
| Česká strana sociálně demokratická                                                             | 14,26 | 84 521  | 7           |
| Sdužení Mostečané Mostu,sdružení Strany pro otevřenou společnost (SOS) a nezávislých kandidátů | 11,64 | 69 002  | 5           |
| Sdružení nezávislých                                                                           | 10,72 | 63 539  | 5           |
| Nezávislé sdružení sportovců města Mostu                                                       | 6,33  | 37 546  | 3           |
| Koalice KDU-ČSL, SZ                                                                            | 2,94  | 17 436  | 0           |
| Unie svobody - Demokratická unie                                                               | 1,81  | 10 754  | 0           |
| Národně demokratická strana                                                                    | 0,26  | 1 550   | 0           |
| Republikáni Miroslava Sládka                                                                   | 0,11  | 674     | 0           |
| Strana za životní jistoty                                                                      | 0,07  | 417     | 0           |

### 1998–2002
Pozici starosty Mostu obhájil Jiří Šulc, který utvořil širokou koalici. 1. ledna 2000 se město Most stalo statutárním městem a dosavadní starosta Jiří Šulc se stal jeho prvním primátorem. 1. ledna 2001 vzniknul Ústecký kraj a primátor Mostu Jiří Šulc se stal jeho prvním hejtmanem. Ve funkci primátora Mostu ho 29. března 2001 nahradil Vladimír Bártl (ODS).
| Strana                                                        | %     | ∑       | Zastupitelé |
| ------------------------------------------------------------- | ----- | ------- | ----------- |
| Česká strana sociálně demokratická                            | 24,92 | 154 324 | 11          |
| Komunistická strana Čech a Moravy                             | 24,79 | 153 532 | 11          |
| Občanská demokratická strana                                  | 24,26 | 150 259 | 11          |
| Nezáv.sdruž.sport.města Mostu                                 | 6,42  | 39 760  | 3           |
| Občanská demokratická aliance                                 | 5,60  | 34 667  | 3           |
| Unie svobody                                                  | 5,05  | 31 274  | 2           |
| Křesťanská a demokratická unie – Československá strana lidová | 3,51  | 21 755  | 2           |
| Demokratická unie                                             | 2,31  | 14 299  | 1           |
| Strana zelených                                               | 1,61  | 9 986   | 1           |
| Vlastenecká republikánská strana                              | 0,73  | 4 521   | 0           |
| Koalice SPR-RSČ, SDČR                                         | 0,57  | 3 526   | 0           |
| Strana za životní jistoty                                     | 0,19  | 1 195   | 0           |
| Česká strana národně sociální                                 | 0,03  | 213     | 0           |

### 1994–1998
Novým starostou Mostu se stal Jiří Šulc (ODS), který utvořil koalici s ČSSD a ODA.
| Strana                                                        | %     | ∑      | Zastupitelé |
| ------------------------------------------------------------- | ----- | ------ | ----------- |
| Komunistická strana Čech a Moravy                             | 26,55 | 53 463 | 12          |
| Občanská demokratická strana                                  | 24,62 | 49 589 | 11          |
| Česká strana sociálně demokratická                            | 13,11 | 26 404 | 4           |
| Občanská demokratická aliance                                 | 10,33 | 20 801 | 4           |
| Koalice SPR-RSČ, SDČR                                         | 10,30 | 20 737 | 4           |
| Křesťanská a demokratická unie – Československá strana lidová | 4,77  | 9 598  | 1           |
| Strana zelených                                               | 4,18  | 8 419  | 0           |
| Demokratická unie                                             | 3,22  | 6 489  | 0           |
| Koalice KDS, LSNS, KAN, SPŽR                                  | 2,93  | 5 900  | 0           |

### 1990–1994
Prvním porevolučním starostou Mostu se stal Bořek Valvoda (OF).
| Strana                                                   | %     | Zastupitelé |
| -------------------------------------------------------- | ----- | ----------- |
| Občanské fórum                                           | 34,30 | 17          |
| Komunistická strana Československa                       | 22,90 | 12          |
| Strana zelených                                          | 8,10  | 7           |
| Československá sociální demokracie                       | 17,20 | 6           |
| Křesťansko-demokratická strana                           | 10,00 | 6           |
| Československá strana socialistická                      | 1,70  | 1           |
| Československá strana lidová                             | 1,40  | 1           |
| Hnutí za rovnoprávné postavení žen v Čechách a na Moravě | 1,40  | 0           |
| Liberálně demokratická strana                            | 1,30  | 0           |
| Hnutí důchodců za životní jistoty                        | 0,60  | 0           |
| Volební seskupení zájmových svazů v ČR                   | 0,60  | 0           |

### Pozámky
1. ↑  NK+TOP 09
2. ↑  NK+B10.cz
3. ↑  NK+S.cz
4. ↑  Formálně šlo o nezávislou kandidátku, nikoliv o kandidátku strany Věci veřejné.
5. ↑  KDU-ČSL+SZ+NK
6. ↑  NK+VPM
7. ↑  Zákon o volbách do zastupitelstev obcí a o změně některých zákonů, č. 491/2001 Sb.